# Ns (simulator)

ns (kratica za network simulator, u prijevodu simulator mreža) je ime serije simulatora zasnovanim na diskretnim događajima, specifično ns-1, ns-2 and ns-3. Svi navedeni simulatori koriste se za simulaciju računalnih mreža u istraživanju i nastavai. ns-3 je slobodan softver, javno dostupan pod uvjetima licence GNU GPLv2 za istraživanje, razvoj i korištenje.
Cilj projekta ns-3 je stvoriti otvorenu simulacijsku platformu za istraživanje računalnih mreža koja će biti vodeća unutar znanstveno-istraživačke zajednice, i zbog toga se uglavnom vodi dvjema smjernicama:
- platforma treba biti usklađena s potrebama modernog istraživanja računalnih mreža,
- potrebno je poticati sudjelovanje znanstveno-istraživačke zajednice u procesu razvoja, pregleda i provjere softvera.

Budući da proces stvaranja simulatora koji sadrži dovoljan broj kvalitetnih potvrđenih, ispitanih i aktivno održavanih modela zahtijeva puno rada, projekt ns-3 ovu je to razdijelio velikoj zajednici korisnika i razvijatelja softvera.

## Vanjske poveznice
- Web stranica simulatora ns-2
- Web stranica simulatora ns-3